# Gebirgsgeschütz

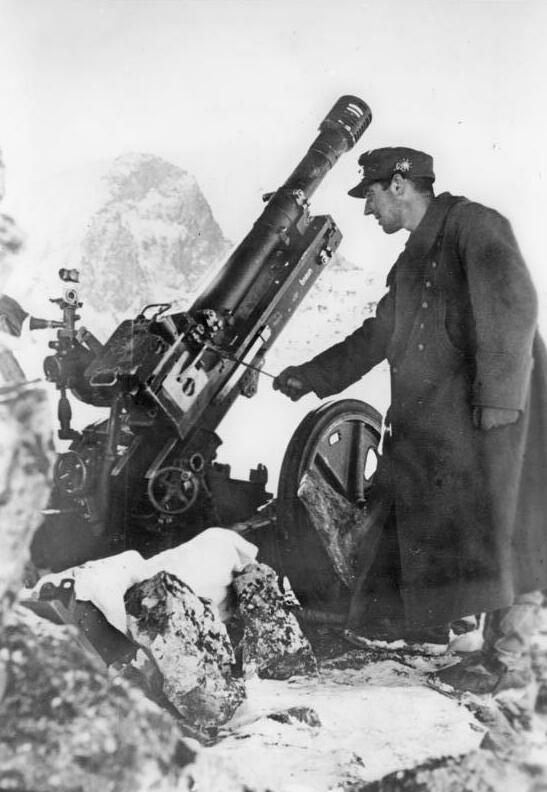
7,5-cm-Gebirgsgeschütz 36 der Wehrmacht im Kaukasus, 1943

Ein Gebirgsgeschütz ist eine Artilleriewaffe, die konstruktiv für den Einsatz in gebirgigen Regionen vorgesehen ist.
Besondere Eigenschaft der Gebirgsgeschütze ist die Möglichkeit, sie in kleinere, leichter transportable Teile zu zerlegen (Teilverlastbarkeit). Dadurch war es den in Gebirgen eingesetzten militärischen Einheiten möglich, diese mit Maultieren oder per Hand im Gebirge an die oft nicht mit Pferden oder Fahrzeugen erreichbaren Einsatzorte zu bringen. Je nach Größe und Aufbau des Geschützes wurden vier bis zwölf Teillasten zum Transport gewählt. Die k.k. Gebirgstruppe verfügte über Geschütze des Typs 7,5-cm-Gebirgs-Kanone M.15, das Deutsche Alpenkorps hatte 48 Feld- und Gebirgsgeschütze und von italienischer Seite wurde das 65-mm-Gebirgsgeschütz im Ersten Weltkrieg eingesetzt. Ein bekanntes Geschütz der Gebirgs-Divisionen der deutschen Wehrmacht war das 7,5-cm-Gebirgsgeschütz 36. Das erste Gebirgsgeschütz der Schweizer Armee, die Gebirgshaubitze Modell 1841, entsprach bis auf Details dem in Frankreich 1829 eingeführten Obusier de 8. 1864 wurde es von der Gebirgskanone Ord 1864 abgelöst, beide waren Vorderlader.
Technisch unterscheiden sich Gebirgsgeschütze kaum von anderen Geschützen. Größter Unterschied ist der zumeist sehr große Seiten- und Höhenrichtbereich. Bei einigen Geschützen können die Rohre bis zu −10° abgesenkt werden, um einen direkten Beschuss feindlicher Ziele von einer Höhenstellung aus zu ermöglichen. Der Seitenrichtbereich, also der Bereich, den die Waffe nach links oder rechts schwenken kann, ist ebenfalls vergrößert, da Drehungen des gesamten Geschützes gerade in Hochgebirgsstellungen häufig unmöglich sind.
Um die Geschütze leichter zu machen, wurde häufig auf einen Schutzschild verzichtet. Die besondere Einführung von Gebirgsgeschützen zur Unterstützung der Gebirgsjäger war notwendig, da die beweglichen Geschütze damals nicht die Reichweite hatten wie heutige moderne Feld- und Panzerartilleriehaubitzen. Außerdem wurde eine direkte Unterstützung der Infanterie durch Schlachtflieger erst im Laufe des Ersten Weltkriegs entwickelt.
In modernen Armeen kommt die Gebirgsartillerie durch die erhöhte Reichweite von Panzerartillerie und Feldartillerie mit selbstfahrenden und gezogenen Geschützen nicht mehr zum Einsatz.